# Incerta glòria (àlbum)
Incerta glòria és el tercer disc del grup català La Brigada, publicat el dia 19 de novembre de 2012 pel segell de música independent The Indian Runners. Fou enregistrat i mesclat per Pere Serrano als estudis gdm de Vilanova i la Geltrú entre els mesos de febrer i setembre de 2012; produït per La Brigada i Pere Serrano, i masteritzat per Denis Blackham a Skye Mastering (Escòcia).

## Rerefons
Amb la publicació dels seus dos primers treballs, L'obligació de ser algú (2008) i Les paraules justes (2010), la Brigada s'havia convertit per motius propis en un dels grups més interessants de la nova escena musical catalana (la que popularment es denominà “nou pop català”), la qual englobava un conjunt de grups catalans propers al pop i al folk independent que havien assolit notorietat sobretot durant la segona meitat de la dècada. No obstant, a nivell de popularitat, el grup no acabava d'assolir l'estatus al que havien arribat grups contemporanis com Manel, Mishima o Antònia Font.
El mes d'abril de 2011, tot just finalitzada la gira de presentació de Les paraules justes, Magí Mestres va decidir abandonar la banda per centrar-se en altres projectes musicals. En el seu lloc, i de cara a la gravació del nou disc, el músic xilè Arturo Rodríguez, establert a Vilanova i la Geltrú, es convertí en el cinquè membre de la banda, tot aportant guitarres, teclats i cors al nou treball. A més, primer cop, el grup optà per utilitzar una secció de vents (tuba, trombó, trompeta i clarinet) per vestir algunes de les noves cançons. Per acabar, ja de cara als directes, la baixa de Magí Mestres es va cobrir amb la incorporació del teclista Xavi Balfegó.

## Música i lletres
El disc pren el nom d'una de les novel·les de referència de la literatura catalana del segle xx, obra de l'escriptor i poeta Joan Sales i ambientada en la Guerra Civil espanyola. Agramunt lligava el nou treball de la banda amb la novel·la de Joan Sales en el fet que ambdós es poden interpretar com el pas de la joventut a la maduresa.
Incerta glòria és un treball més pop que els dos anteriors publicats per la banda. Tal com afirmava Pere Agramunt, autor de totes les cançons del disc, a la revista MondoSonoro: “Con este tercer disco queríamos canciones cortas, directas y que fuesen al grano. Volver al canon del pop clásico”. El mateix article citava com influències musicals del disc a grups com Big Star i cantants com Todd Rundgren.
El diari digital Vilaweb assenyalava dos elements importants que expliquen aquesta diferència de so respecte a les anteriors referències del grup: “Hi desapareix la trompeta solista de Magí Mestres –que ha deixat el grup– i hi guanyen pes les guitarres”. I, pel que fa a les lletres, afirmava que “Aquest també és un disc més directe que els anteriors: s'allunya de les metàfores i presenta unes lletres més explícites, com la de 'Quin país', retrat del context sòcio-econòmic, i iròniques, com la de 'Joves, feliços i radiants', sobre l'escena musical. Sense descuidar-se les relacions humanes, com la de 'Poder'“. Durant l'entrevista, Agramunt reconeixia al cantant i líder de The Kinks, Ray Davies, com a la principal influència a l'hora d'escriure determinades lletres del disc.

## Crítica
Jordi Llavina, a La Vanguardia, escribia: “No conec cap altre grup [de l'escena pop del país] amb un sentit tan alt de la melodia ni una veu tan amiga de matisos com la d'Agramunt”.
Jordi Bianciotto, a Enderrock, destavaca l'ànim conceptual del disc: “Som davant un disc amb vocació de disc, no pas de col·lecció de cançons disposades d'una manera casual. Un treball dissenyat, diguem-ne, a l'antiga, amb tot de motius melòdics que es van repetint al llarg de tot l'àlbum (les tres peces titulades 'Incerta glòria')”. I afegia: “La Brigada manté els seus trets d'identitat sonora: el creuament de les seves guitarres acústiques amb vistes a la frontera i un preciosisme pop que ara guanya una mica més de pes (...). Amb tot, han perdut el senyal de distinció de la trompeta de Magí Mestres, però continuen recorrent a la secció de vents quan veuen que la cançó en pot sortir engrandida”.
Don Disturbios, a MondoSonoro, parlava d'“un cambio de dirección estilístico mas orientado a las antiguas colonias que a la Británica cuna del pop. Por eso y por unas letras con un carácter menos íntimo y una mirada mucho más cínica acerca de lo que sucede a nuestro alrededor. Hay cumbres y una de ellas es la contundencia lírica de esa radiografía de la escena actual que es la genial –no se me ocurre otro calificativo más acertado- 'Joves feliços i radiants'. Un hito al que cabe añadirle 'Nit d'estrena' junto a la demoledora y saltarina 'Quin país'. Muy grandes y una auténtica bocanada de aire tan fresco como inteligente.”
Per la seva part, Jordi Sánchez, a la revista Ruta 66, es referia al disc com “Una joya de pop atemporal descomunalmente buena (...) No hay ni un solo tema irregular, ninguno. Pero, por encima de todo, música buena en mayúsculas” i hi trobava “Ecos a Beach Boys o Beatles y, sobre todo, a Ray Davies de los Kinks”, per acabar referint-se (sense anomenar-los) a Manel i Mishima: “Difícil, muy difícil lo tienen los dos actuales tótems del pop-folk catalán que empiezan por la letra “M”. El listón está en Incerta Glòria, así que les toca espabilar”.
Un cop més, el disc va aparèixer en algunes de les llistes de millors discs de l'any que elaboren els diferents mitjans de comunicació musicals, destacant una tercera posició a l'edició catalana de Mondo Sonoro.

## Llista de cançons
Totes les cançons escrites i compostes per Pere Agramunt.
| Núm.          | Títol                       | Durada |
| ------------- | --------------------------- | ------ |
| 1.            | «Els amants»                | 2:33   |
| 2.            | «Incerta glòria»            | 0:59   |
| 3.            | «El port d'Hamburg»         | 2:13   |
| 4.            | «Joves, feliços i radiants» | 3:46   |
| 5.            | «Platja del far»            | 3:28   |
| 6.            | «Incerta glória #2»         | 0:35   |
| 7.            | «Nit d'estrena»             | 2:55   |
| 8.            | «Quin país»                 | 4:12   |
| 9.            | «Poder»                     | 3:24   |
| 10.           | «Incerta glòria #3»         | 1:28   |
| 11.           | «Un amor suprem»            | 3:17   |
| Durada total: | Durada total:               | 28:51  |

## Personal
La Brigada
- Pere Agramunt - Veu i guitarres.
- Miquel Tello - Baix i teclats.
- Ricard Parera - Bateria, percussions i veus.
- David Charro - Guitarres, teclats, sintetitzadors, percussions i veus.
- Arturo Rodríguez - Guitarres, teclats, piano a Incerta glòria #2 i veus.

Músics addicionals
- Berta Gala - Trompeta i arranjaments de vent.
- Guillermo Torrijos - Clarinet.
- Laura Tejo - Trombó.
- Esther Piscore - Tuba.
- Josep Contreras - Saxo tenor.

## Curiositats
- La cançó Joves, feliços i radiants és una de les “501 cançons catalanes que has d'escoltar abans de morir”, d'acord amb el periodista musical Jordi Bianciotto, tal com ho descriu al llibre publicat l'any 2014 pels segells Ara Llibres i Amsterdam.[13]
- El disseny i les fotografies del disc són, un cop més, de l'artista Jordi Caba.[1]